# Pena Molexa

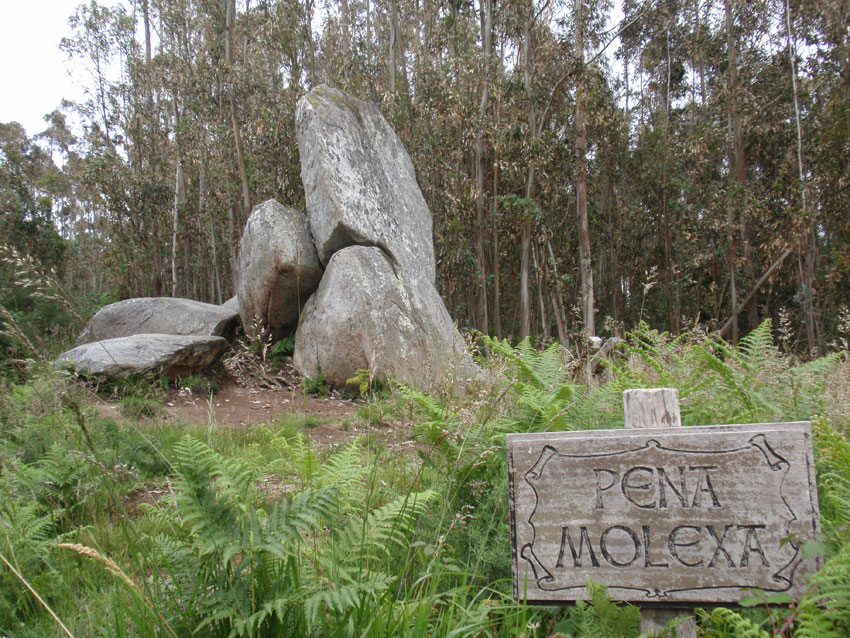
A Pena Molexa, na freguesia do Val (Narón, Galiza).

A Pena Molexa é um dos monumentos naturais do Concelho de Narón e fica na freguesia de Santa Maria a Maior do Val, perto do assentamento castrejo de Vilasuso.

## Introdução
Trata-se dum espectacular penedo de varias toneladas colocado sobre enormes rochas. A sua disposição não tem aparência natural, já que parece acavalado por acinte, mas o facto de ter sido posto entre os dois blocos graníticos pela natureza ou pela mão do homem é irrelevante. O seu folclore indica que este penedo poderia ter feito parte dum velho culto e duma velha crença, e acredita-se obra duma divindade.

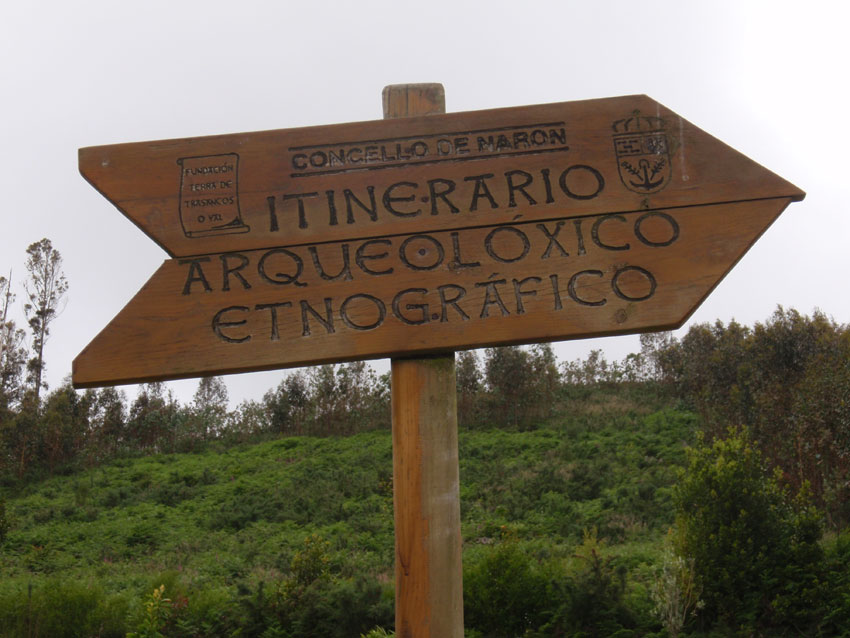
Rótulo indicador nas redondezas da Pena Molexa

A Pena Molexa foi um santuário celta, um altar que, por alguma razão, não chegou a ser cristianizado. O seu folclore ainda constitui um exemplo da sobrevivência popular do culto à Deusa Mãe celta, única divindade feminina que representa a terra, o País.
O culto nas pedras é um uso religioso que procede da noite dos tempos, e que foi espalhado por toda a Europa na Idade do Bronze. Ao redor dele há lendas, contadas pelas pessoas idosas da aldeia. As que perduram na tradição oral com mais sentimento são as que a vizinhança do Val encenam na noite de São João, para festejar a chegada do Verão.

### Localização geográfica
A freguesia de Santa Maria a Maior do Val fica na Terra de Trasancos, pertencente ao concelho de Narón, na Galiza.

## As Lendas

### A Lenda da Moura

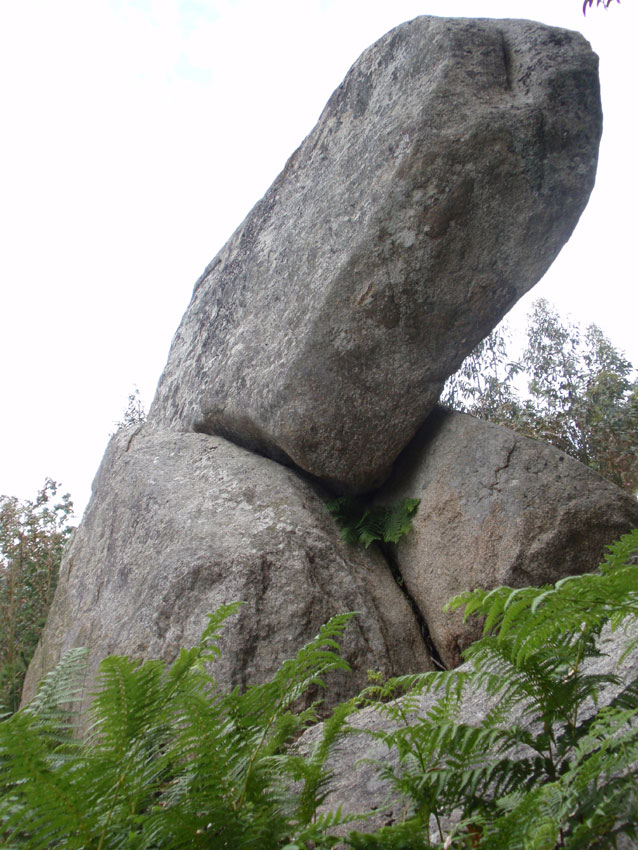
Pormenor do megálito pré-histórico galego conhecido pelo nome de Pena Molexa.

Conta a lenda que um poderoso feitiço converteu uma fada muito bela numa rocha. Na noite do solstício de Verão desfaz-se o encantamento e por uns segundos a rocha transforma-se de novo numa mulher, que sai e mostra um tesouro. A donzela tem de procurar um pretendente que a liberte de passar outro ano inteiro fechada na rocha. Mas como deve pôr à prova o jovem, para se assegurar do seu amor, a fada dá a escolher entre ela e o tesouro. O destino manda e o pretendente, ano após ano, escolhe o cofre. Nesse momento, o ouro esvai-se e ambos fundem-se na rocha. Ela terá de ficar mais um ano à espera de repetir a história.

### Lenda do rei e dos guerreiros
Esta lenda conta que ao pé da Pena Molexa há outras rochas que são um rei e os seus guerreiros convertidos em penedos, também por um feitiço. Na noite do solstício de Verão, a noite do São João, transformam-se de novo em humanos, para lembrar as pessoas que sempre ficarão lá para guardar a terra. Essa noite o rei e os seus homens e mulheres percorrem e vigiam os montes, visitam e protegem as casas, além de cuidar os idosos, já que são eles que guardam as antigas tradições. Ao finalizar a noite solsticial, convertem-se mais uma vez em pedra, de onde espreitam, ficando para sempre a proteger a Terra de Trasancos.

### O compromisso da terra: As três tigelas
O compromisso com a terra é um simbolismo que consiste em pôr em três tigelas terra fértil, ar limpo e flor da água pura, recolhidas na noite solsticial. Colocam-se em frente das portas das casas durante todo o ano, em sinal de compromisso com o cuidado da terra.
Também se conta em Vilasuso que a Pena Molexa tinha um encantamento: guardava três mulas de ouro. Um dia chegou um homem com um livro. Era o livro de São Cibrão. O homem leu-o desde a primeira página até à última, de cima a baixo, depois desleu-o desde o final até ao começo, desenfeitiçou as mulas e levou-as.
Depois disto, apareceram muitos mais encantos. Quando ninguém consegue ficar com eles, ao cabo de certo tempo vaõ-se embora para o mar.
Dizem também que há uma galinha com pintos de ouro, que aparecem na manhã do São João. Um dia, uma mulher apanhou os pintos, meteu-os abaixo da saia e foi-se embora para a sua casa. Quando chegou, os pintos tinham desaparecido.

## A noite de São João

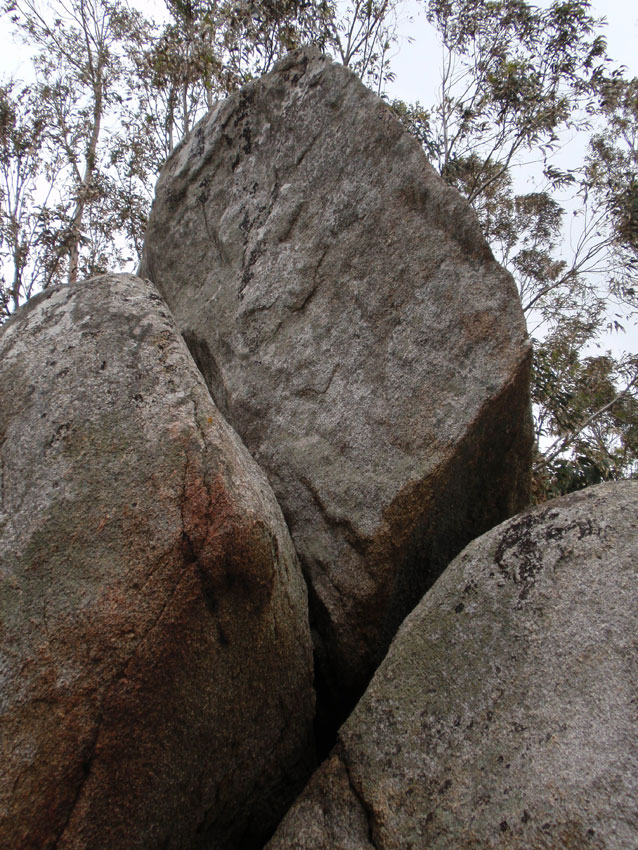
Mais um pormenor da Pena Molexa.

A noite de São João tem imensos mitos, lendas, romances e tradições  relacionados com ela, perante a chegada do solstício de Verão. É considerada a grande noite do amor, os oráculos, a adivinhação e a fertilidade. Para as culturas pre-cristãs, a noite do São João era o momento de festejar que o dia, ou seja, a vida, que vencia a noite, o eterno alter ego da morte. Naquela altura só se celebrava o solstício de Verão, o apogeu do Deus Sol. Hoje em dia, já não fica quase nada da presença espiritual, mas sim de magia e de superstições. Desde tempos pré-romanos que o fogo, em forma de fogueiras, joga um papel muito importante nesta celebração. Com esta acção, tencionava-se “dar mais força ao sol” que, a partir desses dias, ia-se tornando mais “fraco”.
Na Galiza, esta é uma das festas sazonais por excelência.